# Ulcinj (kommun)
Ulcinj (serbiska: Општина Улцињ, Улцињ) är en kommun i Montenegro. Den ligger i den södra delen av landet vid Adriatiska havet. Antalet invånare är 19 921. Arean är 255 kvadratkilometer.
Terrängen i Ulcinj är varierad.
Följande samhällen finns i Ulcinj:
- Ulcinj

## Befolkning

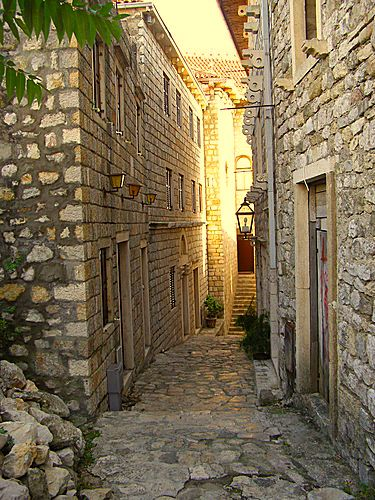
Ulcinjs gamla stad.

Nedan följer hela kommunen Ulcinjs (20 265 invånare) etniciteter per år 2011. En stor majoritet av befolkningen i kommunen är albansk (70,66 %). Sett till enbart staden Ulcinj är dock den albanska befolkningen något mindre (60,89 %) men dock fortfarande i klar majoritet. Ulcinj är centrum för den albanska minoritetsbefolkningen i Montenegro. 
| Ulcinjs befolkning (kommun) efter etnicitet | Ulcinjs befolkning (kommun) efter etnicitet | Ulcinjs befolkning (kommun) efter etnicitet | Ulcinjs befolkning (kommun) efter etnicitet | Ulcinjs befolkning (kommun) efter etnicitet |
| ------------------------------------------- | ------------------------------------------- | ------------------------------------------- | ------------------------------------------- | ------------------------------------------- |
|                                             |                                             |                                             |                                             |                                             |
|                                             |                                             |                                             |                                             |                                             |
| Albaner                                     | Albaner                                     |                                             | 70.66%                                      | 70.66%                                      |
| Montenegriner                               | Montenegriner                               |                                             | 12.44%                                      | 12.44%                                      |
| Muslimer/bosnjaker                          | Muslimer/bosnjaker                          |                                             | 6.12%                                       | 6.12%                                       |
| Serber                                      | Serber                                      |                                             | 5.75%                                       | 5.75%                                       |
| Romer/egyptier                              | Romer/egyptier                              |                                             | 1.17%                                       | 1.17%                                       |
| övriga                                      | övriga                                      |                                             | 3.86%                                       | 3.86%                                       |

| Ulcinjs befolkning (stad) efter etnicitet | Ulcinjs befolkning (stad) efter etnicitet | Ulcinjs befolkning (stad) efter etnicitet | Ulcinjs befolkning (stad) efter etnicitet | Ulcinjs befolkning (stad) efter etnicitet |
| ----------------------------------------- | ----------------------------------------- | ----------------------------------------- | ----------------------------------------- | ----------------------------------------- |
|                                           |                                           |                                           |                                           |                                           |
|                                           |                                           |                                           |                                           |                                           |
| Albaner                                   | Albaner                                   |                                           | 60.89%                                    | 60.89%                                    |
| Montenegriner                             | Montenegriner                             |                                           | 17.07%                                    | 17.07%                                    |
| Serber                                    | Serber                                    |                                           | 8.54%                                     | 8.54%                                     |
| Muslimer/bosnjaker                        | Muslimer/bosnjaker                        |                                           | 7.30%                                     | 7.30%                                     |
| Romer/egyptier                            | Romer/egyptier                            |                                           | 2.12%                                     | 2.12%                                     |
| övriga                                    | övriga                                    |                                           | 4.08%                                     | 4.08%                                     |